# 冯铃
冯铃（1967年—）,女，清华大学计算机系软件研究所教授，教育部长江学者特聘教授，主要从事数据管理理论与技术研究。

## 学习经历
1990年，在华中科技大学前身华中理工大学获取计算机科学与工程工学学士学位。
1995年，在华中科技大学前身华中理工大学获取模式识别与智能控制工学博士学位。

## 工作经历[3]
1995年-1997年在新加坡国立大学做博士后研究。
曾在荷兰蒂尔堡大学和特文特大学任教。
2006年起受聘于清华大学计算机系，入选清华大学“百名人才计划”。